# Marcantonio Maffei
Marcantonio Maffei (Roma, 29 novembre 1521 – Roma, 22 agosto 1583) è stato un cardinale e arcivescovo italiano.

## Biografia
Terzo degli otto figli di Girolamo Maffei ed Antonia Mattei, nacque nel 1521 da una famiglia del patriziato romano che diede numerosi cardinali alla Chiesa cattolica: furono elevati alla porpora anche il fratello maggiore di Marcantonio, Bernardino, e suo nipote Orazio; fu zio anche dei cardinali Marcello Lante e Gregorio Naro.
Nel settembre del 1547 si addottorò in utroque jure presso l'Università di Ferrara e, ricevuti gli ordini minori, divenne un avvocato concistoriale e fu nominato canonico del capitolo della basilica Lateranense: fu anche nominato da papa Giulio III vice-governatore di Viterbo nel 1552.
Il 14 luglio 1553 fu eletto arcivescovo e metropolita di Chieti succedendo al fratello Bernardino: delegò il governo della diocesi a degli ausiliari e rimase presso la Curia Romana, dove venne nominato referendario del Supremo tribunale della segnatura apostolica e governatore di Viterbo; papa Pio V lo inviò come nunzio apostolico in Polonia e lo nominò poi'Datario di Sua Santità nel 1566, prelato domestico e Canonico del capitolo della basilica di San Pietro.
Si dimise da vescovo di Chieti il 14 gennaio 1568 e, il 17 maggio 1570, Pio V lo creò cardinale prete del titolo di San Callisto: partecipò al conclave del 1572, da cui uscì eletto papa Gregorio XIII che lo nominò Prefetto dei brevi apostolici.
Morì poco tempo dopo a Roma e venne sepolto nella cappella di famiglia nella basilica di Santa Maria sopra Minerva.

## Successione apostolica
La successione apostolica è:
- Vescovo Giacomo Luccari, O.F.M.Obs. (1563)
- Vescovo Angelo Cattani da Diacceto, O.P. (1566)
- Vescovo Paolo Oberti, O.P. (1567)
- Cardinale Girolamo Rusticucci (1570)
- Arcivescovo Ludovico II de Torres (1573)